# ヴァレーズ・サラバンド・レコーズ
ヴァレーズ・サラバンド・レコーズ（Varèse Sarabande Records, Inc.）はアメリカ合衆国のレコード会社、およびそのレーベル名。
映画音楽やテレビドラマの音楽といったサウンドトラック盤、及び舞台ミュージカルのオリジナル・キャスト盤のレコードやCDを専門に発売する会社で、新作に限らず、過去に他社で廃盤になったサントラ盤や、レコード発売時に未収録だった音楽を追加したCD、劇場公開/テレビ放映当時にサントラ盤の発売されなかった作品のサントラCD発売等、意欲的に活動している。また、限定盤サントラCDも数多く発売している。
商品は、自社サイトのインターネット通販のほか、日本国内の輸入盤取扱店にも広く出回っており、日本で国内盤未発売の作品のCDでも、比較的入手し易い。

## 社名の由来
フランス出身の作曲家エドガー・ヴァレーズの名字と、バロック時代のスペイン舞踊であるサラバンドを組み合わせたもの。

## 他国盤の発売会社
- 日本では、2013年現在、発売元：ランブリング・レコーズ、販売元：NBCユニバーサル・エンターテイメントジャパン（旧：ジェネオン エンタテインメント）から国内盤が出ることが多い（2022年現在、国内盤におけるヴァレーズ・サラバンド・レコーズは、NBCユニバーサル・エンターテイメントジャパン（ユニバーサル・ピクチャーズ・ホームエンターテイメント）の販売委託レーベルである）。1980年代後半～1990年代には、大阪にあったサウンドトラック・リスナーズ・コミュニケーションズ（SLC）が国内盤（日本盤）を一手に引き受けて発売していた。
- ドイツでは、コロセウム・レコーズがドイツ盤を発売している。

## 関連事項
- エドガー・ヴァレーズ
- 映画音楽
- サウンドトラック
- コロセウム・レコーズ

## 備考
- 1980年代以降、映画の劇場公開当時に「オリジナル・サウンドトラック盤」と銘打って発売するものの、実は劇中BGMが殆ど或いは全く未収録で、ロック系アーティストの歌ばかり収録というケースが増えているが、そういった映画の劇中BGM集（＝本当の意味でのサントラ盤）を後年になって発売するケースも多い会社である。